# Стайнхоульм, Рагнар
Рагна́р Стайнхо́ульм (фар. Ragnar Steinhólm; род. 26 июля 2005 года в Рунавуйке, Фарерские острова) — фарерский футболист, нападающий клуба «Б68».

## Карьера
Рагнар — воспитанник рунавуйкского футбола. Он дебютировал во взрослом футболе в составе второй команды «НСИ» 28 августа 2021 года в матче первого дивизиона со вторым составом «ЭБ/Стреймур»: игрок появился на поле на 86-й минуте вместо Марьюса Ноуна. Всего своём в первом сезоне нападающий принял участие в 3 встречах первой лиги за «НСИ II», а также в 1 встрече второго дивизиона за «НСИ III». 23 апреля 2022 года Рагнар забил первый гол в карьере, поразив ворота третьего состава «07 Вестур» во второй фарерской лиге.
3 июня 2023 года Рагнар дебютировал за первую команду родного клуба, заменив Бетуэля Хансена на 85-й минуте встречи первого дивизиона с дублирующим составом «Викингура». Суммарно в сезоне-2023 нападающий отыграл 10 безголевых встреч за «пчёл», в итоге поднявшихся в фарерскую премьер-лигу. В награду за хорошую игру молодой игрок получил продление контракта с «НСИ» до конца сезона-2025. 16 июня 2024 года Рагнар впервые сыграл в высшем фарерском дивизионе, выйдя на замену вместо Стеффана Лёчина на 89-й минуте матча против фуглафьёрдурского «ИФ».
В феврале 2025 года Рагнар перешёл из «НСИ» в тофтирский «Б68».